# HITOSHI MATSUMOTO presents FREEZE
『HITOSHI MATSUMOTO presents FREEZE』（ヒトシ マツモト プレセンツ フリーズ）は、2018年9月19日からAmazonプライム・ビデオにて配信されているバラエティ番組。

## 概要
ダウンタウン・松本人志発案による「密室ノーリアクション型のサバイバル」番組。シーズン1では8人の芸能人たちが、シーズン2では4人1組の3チームが賞金100万円を賭け、様々な仕掛けに一切リアクションせず耐えていく。
2016年11月30日から配信している『ドキュメンタル』が「笑う」をテーマにしているのに対し、この番組では「驚く」がテーマとなっている。
似たようなシステムとして『ダウンタウンのガキの使いやあらへんで!』内の企画「ノーリアクション決定戦」があるが、トーナメント方式だった同企画に対し、サバイバル制となっているほか、芸人以外にも様々なジャンルの芸能人が参加する。
なお、本編前には「当番組は、各種専門家の監修のもとでの機材セッティング及びシミュレーション等で行い出演者の安全性に十分に配慮した上で収録にあたっております。視聴者におかれましては決して真似なさらぬようおねがいいたします。」とテロップを出し、視聴レーティングの区分はPG12指定された。
2021年1月18日に行われた「第25回アジア・テレビジョン・アワード」において、本番組がオリジナルデジタルエンターテインメントプログラム部門最優秀賞を受賞した。
2024年5月30日、NTTドコモ・スタジオ&ライブはポルトガルのテレビ局であるTVIに番組フォーマット販売することを発表した。同年6月8日から毎週土曜日のゴールデンタイムに同国の俳優であるペドロ・テイシェイラによる司会で放送される予定としている。

## ルール
シーズン1
「氷の塔」という設定で行われ、最下層の1階から最上階へ向けて勝ち上がっていくというシステムとなっている。
8名の参加者は松本がボタンを押すことによって発された「FREEZE」のコールがかかったら即座に椅子に座って腕組みをし、一言も発さず真顔にならなければない。松本が「RELEASE」ボタンを押してコールされたら自由に動いても良い。FREEZE中の仕掛けは松本の指示によって動かされる。
1ステージにつき何度か行い、ステージ終了時に松本の判断で脱落者を2名決定。2ndステージでは6人、3rdステージでは4人となり、決勝には2人が進むが、一旦ここまでの敗者6人で敗者復活戦を行い、勝ち上がった1人も決勝に進むことができる。3人による決勝戦を行い、優勝者を決定。優勝者には100万円が与えられる。
シーズン2
4人1組の3チームによる対抗戦に変更。今シーズンは松本が芸人チームとして参戦する。
各チームは代表者1名を選択し、別室へ移動して仕掛けに耐える。代表者は連戦も可能。座る椅子は代表者同士の合議で決めてよい。「FREEZE」のコールがかかったら即座に椅子に座って腕組みをし、「RELEASE」がコールされるまで一言も発さず真顔にならなければない点はシーズン1と同じ。
仕掛けを2～3回ほど行いそれを1ゲーム(番組中アナウンスは「試合」とコールする)とする。1ゲーム終了ごとに一番反応したとされる代表者1名を脱落とする。チーム全員が脱落した場合はそのチームは失格となる。最終ゲームで「一番動かなかった」代表者のチームを優勝チームとして決定。チームには100万円が与えられる。

## 出演者
シーズン1
- 岩尾望（フットボールアワー）
- クロちゃん（安田大サーカス）
- 鈴木奈々
- ダイアモンド☆ユカイ
- 藤本敏史（FUJIWARA）
- ボビー・オロゴン
- 諸星和己
- 山崎静代（南海キャンディーズ）

シーズン2
※太字はリーダー
芸人チーム
- 松本人志（ダウンタウン）
- 藤本敏史（FUJIWARA）
- 小峠英二（バイきんぐ）
- せいや（霜降り明星）

女性チーム
- 大島美幸（森三中）
- 野呂佳代
- 丸山桂里奈
- 池田美優(みちょぱ)

チャンピオンチーム
- 武蔵
- 真壁刀義
- 本間朋晃
- 亀田興毅

その他(いずれも声のみ)
- 河本準一（次長課長）
- 秋山竜次（ロバート）
- 呉圭崇

## DVD・Blu-ray
- HITOSHI MATSUMOTO Presents FREEZE（よしもとミュージック、2020年8月12日）